# Jorg Verhoeven
Jorg Verhoeven (* 5. června 1985 Abcoude, provincie Utrecht, Nizozemsko) je nizozemský reprezentant ve sportovním lezení. Vítěz Melloblocca (bouldering), světového poháru v lezení na obtížnost a v kombinaci, juniorský mistr a vicemistr světa v lezení na obtížnost, vítěz evropského poháru juniorů. Závodil v lezení na obtížnost a rychlost i v boulderingu.
Jeho jmenovkyní je Anak Verhoeven - juniorská mistryně světa ve sportovním lezení z Belgie.

## Výkony a ocenění
- 2005-2012: osm nominací na prestižní mezinárodní závody Rock Master v italském Arcu, zde získal dvě medaile a dvakrát postoupil do duelu
- zúčastnil se šestnácti ročníků světového poháru, kromě prvních dvou let se pravidelně objevuje v semifinále nebo finále
- 2017: vítěz Melloblocca

### Závodní výsledky
| Arco Rock Master | Arco Rock Master | Arco Rock Master | Arco Rock Master | Arco Rock Master | Arco Rock Master | Arco Rock Master | Arco Rock Master | Arco Rock Master |
| Rok              | 2005             | 2006             | 2007             | 2008             | 2009             | 2010             | 2011             | 2012             |
| ---------------- | ---------------- | ---------------- | ---------------- | ---------------- | ---------------- | ---------------- | ---------------- | ---------------- |
| Obtížnost        | 4-5              | 2                | 6                | 5-6              | 10               | 17*              | MS 16            | 3                |
| Duel             | —                | —                | —                | —                | —                | —                | 15               | 5                |

* pozn.: v roce 2010 byla rozšířená nominace jako příprava na MS 2011
| Melloblocco | Melloblocco |
| Rok         | 2017        |
| ----------- | ----------- |
| Bouldering  | 1           |

| Mistrovství světa | Mistrovství světa | Mistrovství světa | Mistrovství světa | Mistrovství světa | Mistrovství světa | Mistrovství světa | Mistrovství světa |
| Rok               | 2003              | 2005              | 2007              | 2009              | 2011              | 2012              | 2014              |
| ----------------- | ----------------- | ----------------- | ----------------- | ----------------- | ----------------- | ----------------- | ----------------- |
| Obtížnost         | 59                | 5                 | 3-5               | 25                | 16                | 5                 | —                 |
| Rychlost          | —                 | —                 | 46                | —                 | —                 | —                 | —                 |
| Bouldering        | —                 | 12                | 9                 | 27-28             | —                 | —                 | 17                |

| Světový pohár | Světový pohár | Světový pohár | Světový pohár | Světový pohár | Světový pohár | Světový pohár | Světový pohár | Světový pohár | Světový pohár | Světový pohár | Světový pohár | Světový pohár | Světový pohár | Světový pohár | Světový pohár | Světový pohár |
| Rok           | 2002          | 2003          | 2004          | 2005          | 2006          | 2007          | 2008          | 2009          | 2010          | 2011          | 2012          | 2013          | 2014          | 2015          | 2016          | 2017          |
| ------------- | ------------- | ------------- | ------------- | ------------- | ------------- | ------------- | ------------- | ------------- | ------------- | ------------- | ------------- | ------------- | ------------- | ------------- | ------------- | ------------- |
| Obtížnost     | 0             | 31            | 9             | 2             | 6             | 4             | 1             | 17-18         | 10            | 11            | 6             | —             | —             | —             | —             | 34            |
| jednotlivě*   | 39            |               |               |               |               |               |               |               |               |               |               |               |               |               |               | ,16,7,        |
|               |               |               |               |               |               |               |               |               |               |               |               |               |               |               |               |               |
| Rychlost      | —             | —             | —             | —             | —             | 50-51         | —             | —             | —             | —             | —             | —             | —             | —             | —             | —             |
| jednotlivě*   |               |               |               |               |               |               |               |               |               |               |               |               |               |               |               | —             |
|               |               |               |               |               |               |               |               |               |               |               |               |               |               |               |               |               |
| Bouldering    | —             | —             | —             | —             | 21            | 5             | 18-19         | 13-14         | —             | —             | 11            | 7             | 10            | 31            | 13            | 35-36         |
| jednotlivě*   |               |               |               |               |               |               |               |               |               |               |               |               |               |               |               | ,35,12,61,    |
|               |               |               |               |               |               |               |               |               |               |               |               |               |               |               |               |               |
| Kombinace     |               | —             | —             | —             | 5             | 1             | 2             | 10            | —             | —             | 4             | —             | —             | —             | —             | 62            |

* poznámka: nalevo jsou poslední závody v roce 
| Mistrovství Evropy | Mistrovství Evropy | Mistrovství Evropy | Mistrovství Evropy | Mistrovství Evropy | Mistrovství Evropy | Mistrovství Evropy | Mistrovství Evropy | Mistrovství Evropy |
| Rok                | 2004               | 2006               | 2007               | 2008               | 2010               | 2013               | 2015               | 2017               |
| ------------------ | ------------------ | ------------------ | ------------------ | ------------------ | ------------------ | ------------------ | ------------------ | ------------------ |
| Obtížnost          | 15-16              | 10-11              | náhradní           | 18-21              | 25                 | 3                  | —                  | 19                 |
| Rychlost           | —                  | —                  | v boulderingu      | 31                 | —                  | 37                 | —                  | —                  |
| Bouldering         | —                  | zrušeno            | 27                 | 19                 | —                  | 8                  | 9                  | 23-25              |